# Congresso panalbanese

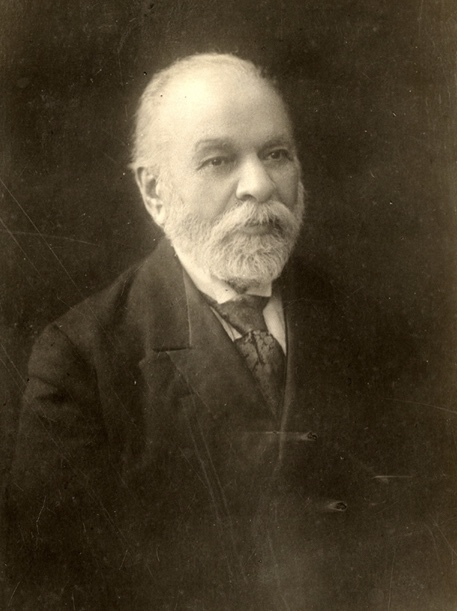
Ismail Qemali, il primo iniziatore del Congresso.

Il Congresso panalbanese o Congresso Nazionale albanese o Congresso per l'indipendenza albanese si tenne a Valona (nell'allora Impero ottomano, oggi nella Repubblica d'Albania) il 28 novembre 1912. I partecipanti al Congresso costituirono l'Assemblea di Valona che istituì il governo provvisorio albanese ed elesse Ismail Qemali come suo presidente.

## Contesto
Il successo della rivolta albanese del 1912 inviò un forte segnale ai paesi vicini sulla debolezza dell'Impero ottomano. Il Regno di Serbia si oppose al progetto di un vilayet albanese, preferendo una spartizione del territorio europeo dell'Impero ottomano tra i quattro alleati balcanici. Gli alleati balcanici pianificarono tra loro la spartizione del territorio europeo dell'Impero ottomano e nel frattempo venne concordato che il territorio conquistato avrebbe avuto lo status di condominio.
Gli eserciti combinati degli alleati balcanici superarono gli eserciti ottomani numericamente inferiori e strategicamente svantaggiati e ottennero un rapido successo. Come risultato del loro successo, quasi tutti i restanti territori europei dell'Impero ottomano furono conquistati dagli alleati balcanici, i quali distrussero i piani per l'autonomia e l'indipendenza albanese. Circa due settimane prima che si tenesse il congresso, i leader albanesi si appellarono a Francesco Giuseppe, imperatore d'Austria-Ungheria, spiegando la difficile situazione nel loro paese diviso in quattro vilayet occupati dagli alleati balcanici. L'Austria-Ungheria e l'Italia si opposero fermamente all'arrivo dell'esercito serbo sul mare Adriatico perché lo percepivano come un regalo per il loro dominio sull'Adriatico e temevano che il porto serbo adriatico potesse diventare una base russa.

## La seduta del congresso

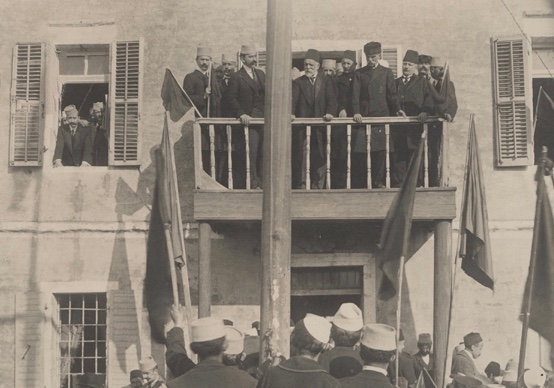
Ismail Qemali e il suo gabinetto durante la celebrazione del primo anniversario dell'indipendenza a Valona il 28 novembre 1913.

Quando Ismail Qemali venne in Albania nella terza settimana di novembre 1912, discusse del futuro del popolo albanese con i partecipanti presenti al congresso. Sebbene ci fosse il consenso per la completa indipendenza, i membri erano propensi anche per relazioni amichevoli con l'Impero ottomano. Pertanto, inviarono telegrammi all'esercito occidentale ottomano, all'esercito di Vardar e alla fortezza di Giannina, impegnandosi a continuare a sostenere la guerra contro gli stati cristiani.
Il 28 novembre 1912, nella casa di Xhemil bey a Valona, si tenne la prima seduta del congresso. Qemali invitò gli albanesi di tutti e quattro i vilayet (Kosovo, Scutari, Monastir e Giannina) all'interno del progetto del vilayet albanese a partecipare al congresso. All'inizio della sessione Ismail Qemali prese la parola e, riferendosi alle minacce ai diritti che gli albanesi avevano acquisito attraverso le rivolte riuscite a partire dal 1908, proclamò ai delegati che avrebbero dovuto fare tutto il necessario per salvare l'Albania.

### Partecipanti presenti al congresso
Dopo il discorso di Qemali iniziarono a esaminare le credenziali dei delegati. I delegati erano i seguenti:
- Berati: Ilias Bey Vrioni, Hajredin bey Cakrani, Xhelal bey Skrapari, Jorgji Karbunara, Taq Tutulani, Sami Bey Vrioni (ancora atteso);
- Dibra: Myfti Vehbi Dibra, Sherif Lengu;
- Durazzo: Abaz Efendi Çelkupa, Mustafa Agë Hanxhiu, Jahja Ballhysa, Dom Nikollë Kaçorri;
- Elbasani: Lef Nosi, Shefqet bej Daiu, Qemal bej Karaosmani, Dervish bej Biçaku;
- Argirocastro (per telegramma): Elmaz Boçe, Veli Harxhi, Azis Efendi
- Peja (Đakovica, Plav e Gusinje): Rexhep Mitrovica, Bedri bej Ipeku e Salih Gjuka
- Kruja: Abdi bej Toptani, Mustafa Asim Efendi
- Lushnja: Qemal bej Mullai, Ferit bej Vokopola, Nebi Efendi Sefa;
- Ohrid e Struga: Zyhdi bej Ohri, Dr. H. Myrtezai e Nuri Sojlliu
- Shijak: Xhelal Deliallisi, Ymer bej Deliallisi, Ibrahim Efendiu;
- Tirana: Abdi bej Toptani, Murat bej Toptani;
- Valona: Ismail Qemali, Zihni Abaz Kanina, Aristidh Ruci, Qazim Kokoshi, Jani Minga, Eqerem bej Vlora;
- Colonia albanese di Bucarest: Dhimitër Zografi, Dhimitër Mborja, Dhimitër Berati e Dhimitër Ilo

### Partecipanti assenti al congresso

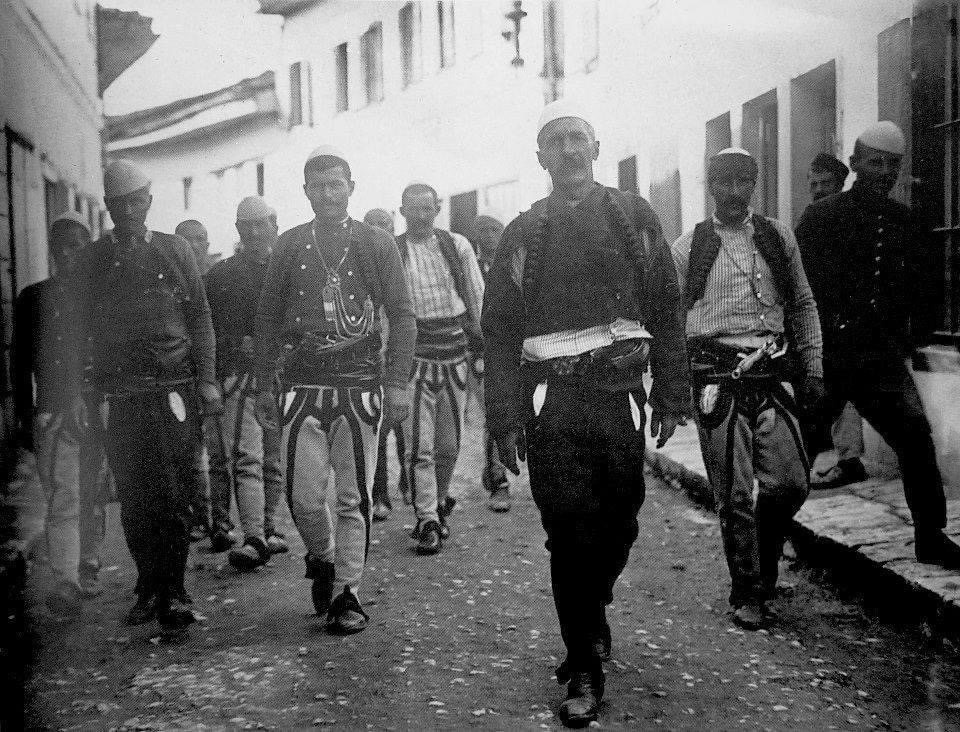
Isa Boletini e i suoi uomini del vilayet del Kosovo nelle strade di Valona dopo che l'indipendenza era già stata proclamata.

Gli albanesi di diverse province non erano ancora giunti a Valona quando si decise di iniziare la prima sessione del congresso. Ismail Qemali si rifiutò di aspettare Isa Boletini e altri albanesi del vilayet del Kosovo e fece frettolosamente la dichiarazione di indipendenza albanese. L'élite meridionale voleva impedire i piani di Boletini di affermarsi come figura politica chiave e lo usava per soddisfare le proprie esigenze militari.
Poiché Korça, Scutari, Përmet, Ohrid e Struga furono circondate dagli eserciti che impedirono ad alcuni albanesi di quelle province di venire a Valona, gli altri albanesi di quelle città furono riconosciuti come rappresentanti di quelle città. I loro nomi sono:
- Korça: Pandeli Cale, Thanas Floqi, Spiro Ilo,
- Scutari: Luigj Gurakuqi
- Permet: Veli bej Këlcyra, Mid'hat bey Frashëri;
- Ohrid e Struga: Hamdi bej Ohri e Mustafa Baruti

Il resto dei partecipanti mancanti del congresso che erano in ritardo alla sua sessione e che non furono sostituiti da altri albanesi sono:
- Çamëria: Veli Gërra, Jakup Veseli, Rexhep Demi, Azis Tahir Ajdonati;
- Delvina: Avni bej Delvina;
- Gramsh-Tomorricë: Ismail Qemali Gramshi (da non confondere con Ismail bej Qemal Vlora);
- Janina: Kristo Meksi, Aristidh Ruci;
- Kosovo, Đakovica, Plav-Gusinje: Mehmet Pashë Derralla, Isa Boletini, Riza bej Gjakova, Hajdin bej Draga, Dervish bej Ipeku, Zenel bej Begolli, Qerim Begolli;
- Peqin: Mahmud Efendi Kaziu;
- Pogradeci: Hajdar Blloshmi;
- Skrapar: Xhelal bej Koprencka; Hajredin bej Cakrani;
- Tepelene: Feim bej Mezhgorani;

## Costituzione dell'Assemblea di Valona
Dopo il controllo dei documenti, Ismail Qemali prese nuovamente la parola e tenne un discorso affermando che credeva che l'unico modo per prevenire la divisione del territorio del vilayet albanese tra gli alleati balcanici fosse quello di separarlo dall'Impero ottomano. La proposta di Qemali fu accettata all'unanimità e si decise di costituire l'Assemblea di Valona (in albanese Kuvendi i Vlorës) e di firmare la dichiarazione di indipendenza dell'Albania. Con la firma della dichiarazione di indipendenza albanese i presenti deputati dell'Assemblea di Valona rifiutarono l'autonomia concessa dall'Impero ottomano al vilayet albanese, progettata un paio di mesi prima. Il consenso fu per la completa indipendenza.
La seduta fu quindi sospesa e i membri della neonata Assemblea Nazionale si recarono nella dimora di Ismail Qemali e issarono la bandiera di Skanderbeg sul balcone di casa, davanti al popolo radunato.

## Conseguenze
I membri della neonata Assemblea Nazionale tornarono dal balcone della casa di Qemali e iniziarono la seduta dell'Assemblea. Istituirono il governo provvisorio dell'Albania con Ismail Qemali come presidente che ebbe il mandato di istituire il gabinetto nella sessione dell'Assemblea di Valona tenutasi il 4 dicembre 1912.